# Фреди Гилеспи
Фредерик Гилеспи (енгл. Frederick Gillespie, Сент Пол, 14. јун 1997) амерички је кошаркаш. Игра на позицији центра.

## Каријера
Гилеспи након студија на Бејлор универзитету није одабран на НБА драфту 2020. године. У јануару 2021. прикључио се екипи Мемфис хаслa из НБА развојне лиге. Дана 8. априла 2021. потписао је десетодневни уговор са Торонто репторсима. По истеку истог потписао је још један десетодневни уговор, да би 28. априла добио уговор до краја сезоне са Торонтом. Наступио је на 20 утакмица за Торонто током 2020/21. сезоне уз просек од 5,6 поена и 4,9 скокова по мечу. Репторси су га отпустили 13. октобра 2021. године. Два дана касније Гилеспи се вратио у екипу Мемфис хасла.
Поново је стигао до НБА уговора 21. децембра 2021. када је потписао десетодневни уговор са Орландо меџиком. По истеку истог потписао је још један десетодневни уговор, након чега му није понуђен продужетак сарадње. Гилеспи се 10. јануара 2022. вратио у Мемфис хасл. Први европски ангажман пронашао је у јулу 2022. када је потписао за Бајерн Минхен. Са овим клубом је освојио немачки Куп у сезони 2022/23. Почео је и такмичарску 2023/24. у екипи Бајерна да би 18. децембра 2023. прешао у београдску Црвену звезду са којом је договорио сарадњу до краја сезоне.

## Успеси

### Клупски
- Бајерн Минхен:
  - Куп Немачке (1): 2022/23.

- Црвена звезда:
  - Јадранска лига (1): 2023/24.